# دانشگاه اتاوا
دانشگاه اتاوا، دانشگاهی دو زبانه واقع در شهر اتاوا است. این دانشگاه دو زبانه که مرکزی برای تحقیقات علمی نیز به شمار می‌آید، هیچ گونه گروه‌بندی دینی برای دانشجویانش قائل نبوده و از برترین دانشگاه‌های کانادا به شمار می‌آید.
در سال ۱۸۴۸ به نام "کالجِ بیتاون" (به انگلیسی: "College of Bytown") بنیاد نهاده شد. در ابتدا این کالج مکانی برای تدریس علوم مقدماتی به شمار می‌رفت، ولی با آغاز قرن نوزدهم میلادی، این دانشگاه فعالیت خود را در زمینهٔ تدریس علوم طبیعی آغاز کرد. امروزه دانشگاه اتاوا شامل ده دانشکده است که برنامه‌های هر رشته را در اولین، دومین و سومین دوره ارائه می‌کنند. به عبارتی دیگر، هر یک از این دانشکده‌ها، دروس معینی را به طور تخصصی و با توجه به رشتهٔ تحصیلی دانشجویان، به آنها آموزش می‌دهند.
این ده دانشکده در لیست زیر قابل مشاهده‌اند.
- هنر
- حقوق
- آموزش و پرورش
- مطالعات تکمیلی و فوق دکترا
- مهندسی
- مدیریت (دانشکده مدیریت)
- پزشکی
- علم
- علوم بهداشتی
- علوم اجتماعی